# Substrato (chimica)
In chimica, un substrato è la specie chimica osservata, che reagisce con un reagente. Questo termine è fortemente dipendente dal contesto. In particolare, in biochimica, un substrato enzimatico è il materiale sul quale agisce un enzima.